# Skärså
Skärså är en småort i Norrala socken i Söderhamns kommun, Gävleborgs län.